# 伊笠神社
伊笠神社（いがさじんじゃ）は、徳島県阿波市市場町犬墓に鎮座する神社である。式内社・建布都神社の論社の一つである。

## 歴史
旧市場町の最高峰である伊笠山の山頂に鎮座。
1655年（承応3年9月13日）に創建。その後、1729年（享保14年）に再興される。一説には新田氏の一族を祀ると云われている。
御祭神の天之二上命は天村雲命の別称とされるが、神社本庁発行の「平成祭データ」によれば伊笠神社のみで祀られている。

## 祭神
- 天之二上命

## 交通
- 徳島自動車道「土成インターチェンジ」より国道318号・徳島県道139号船戸切幡上板線経由。